# Kanada na Zimních olympijských hrách 2006
Kanada se účastnila Zimní olympiády 2006. Zastupovalo ji 191 sportovců (108 mužů a 83 žen) v 15 sportech.

## Medailisté
| Medaile | Jméno | Sport                | Soutěž                      |
| ------- | --- | -------------------- | --------------------------- |
| Zlato   | Chandra Crawfordová | Běh na lyžích        | Ženy sprint                 |
| Zlato   | Brad Gushue Jamie Korab Russ Howard Mark Nichols Mike Adam | Curling              | Muži                        |
| Zlato   | Jennifer Heilová | Akrobatické lyžování | Ženy boule                  |
| Zlato   | Meghan Agosta Gillian Apps Jennifer Botterill Cassie Campbell Gillian Ferrari Danielle Goyette Jayna Heffordová Becky Kellar Gina Kingsbury Charline Labonté Carla MacLeod Caroline Ouelletteová Cherie Piper Cheryl Pounder Colleen Sostorics Kim St-Pierre Vicky Sunohara Sarah Vaillancourt Katie Weatherston Hayley Wickenheiserová | Lední hokej          | Turnaj žen                  |
| Zlato   | Duff Gibson | Skeleton             | Muži                        |
| Zlato   | Cindy Klassenová | Rychlobruslení       | Ženy 1 500 m                |
| Zlato   | Clara Hughesová | Rychlobruslení       | Ženy 5 000 m                |
| Stříbro | Pierre Lueders Lascelles Brown | Boby                 | Dvojbob                     |
| Stříbro | Sara Renner Beckie Scottová | Běh na lyžích        | Družstvo ženy sprint        |
| Stříbro | François-Louis Tremblay | Short track          | Muži 500 m                  |
| Stříbro | Eric Bedard Jonathan Guilmette Charles Hamelin François-Louis Tremblay Mathieu Turcotte | Short track          | Muži štafeta 5 000 m        |
| Stříbro | Alanna Kraus Anouk Leblanc-Boucher Amanda Overland Kalyna Roberge Tania Vicent | Short track          | Ženy štafeta 3 000 m        |
| Stříbro | Jeff Pain | Skeleton             | Muži                        |
| Stříbro | Arne Dankers Steven Elm Denny Morrison Jason Parker Justin Warsylewicz | Rychlobruslení       | Družstvo mužů stíhací závod |
| Stříbro | Kristina Grovesová Clara Hughesová Cindy Klassenová Christine Nesbittová Shannon Rempelová | Rychlobruslení       | Družstvo žen stíhací závod  |
| Stříbro | Cindy Klassenová | Rychlobruslení       | Ženy 1 000 m                |
| Stříbro | Kristina Grovesová | Rychlobruslení       | Ženy 1 500 m                |
| Bronz   | Shannon Kleibrink Amy Nixon Glenys Bakker Christine Keshen Sandra Jenkins | Curling              | Ženy                        |
| Bronz   | Jeffrey Buttle | Krasobruslení        | Muži jednotlivci            |
| Bronz   | Anouk Leblanc-Boucher | Short track          | Ženy 500 m                  |
| Bronz   | Mellisa Hollingsworth-Richards | Skeleton             | Ženy                        |
| Bronz   | Dominique Maltais | Snowboarding         | Ženy snowboard cross        |
| Bronz   | Cindy Klassenová | Rychlobruslení       | Ženy 3 000 m                |
| Bronz   | Cindy Klassenová | Rychlobruslení       | Ženy 5 000 m                |